# Лечо

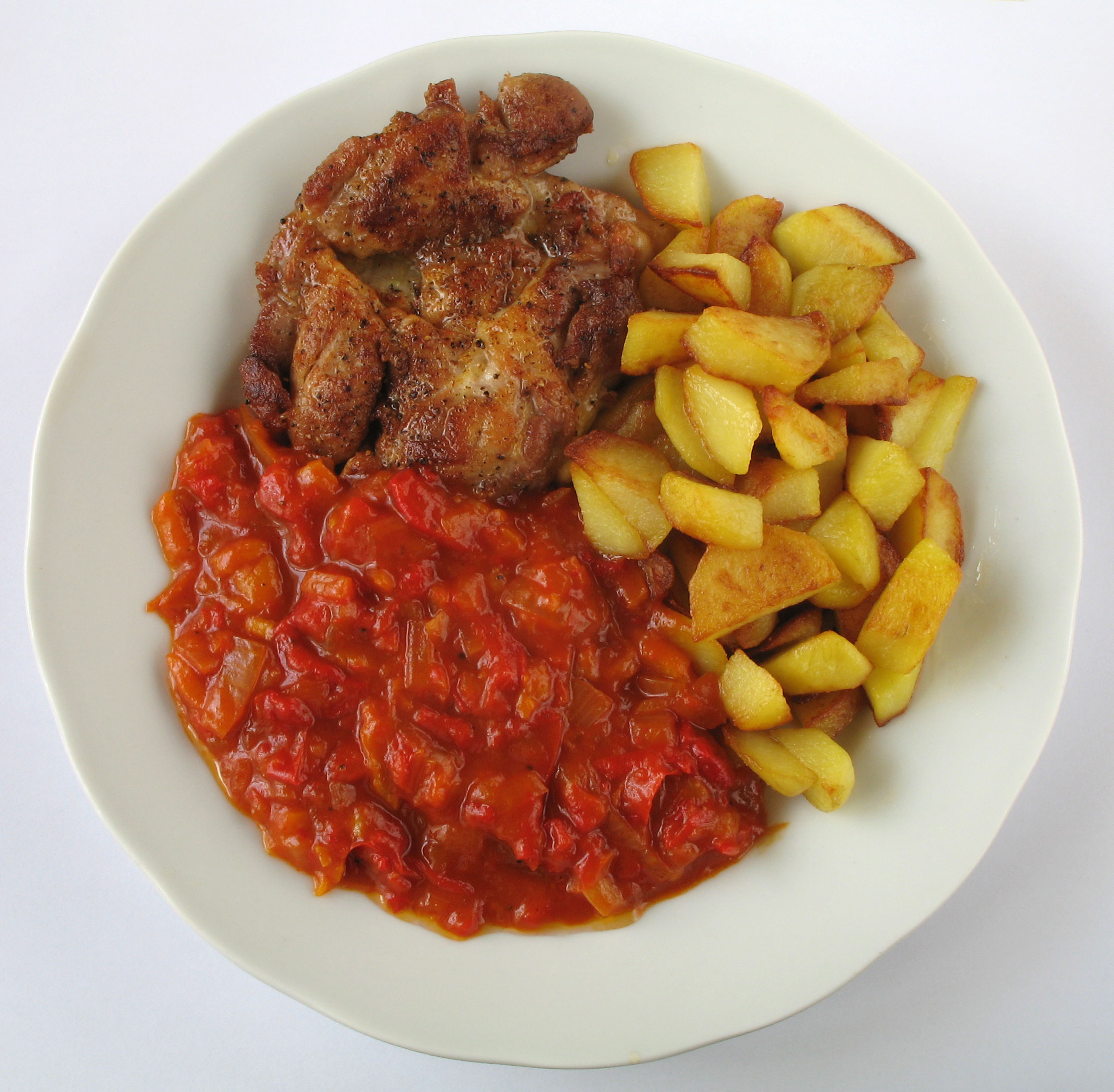
Лечо з м'ясом і картоплею

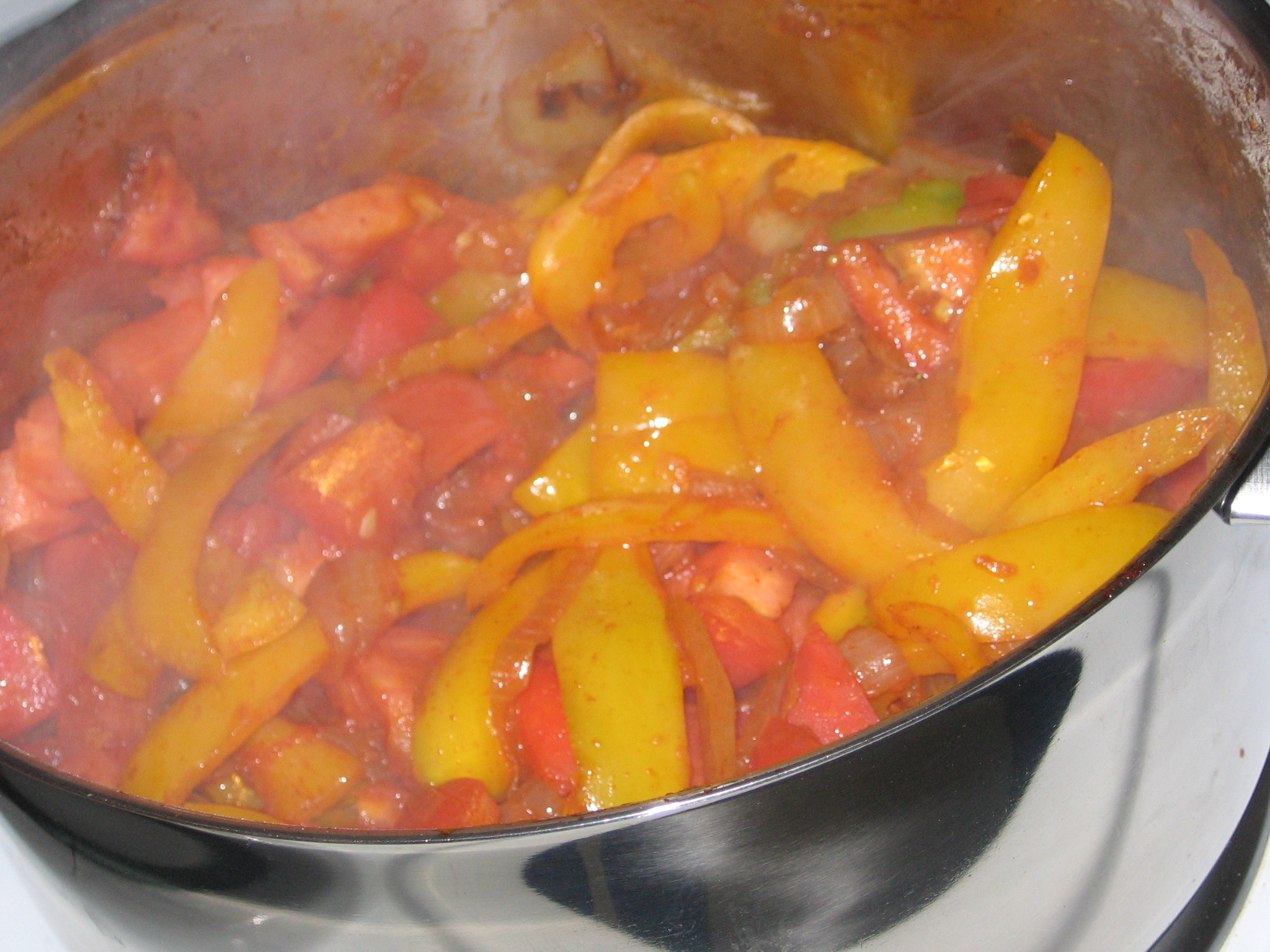
Лечо

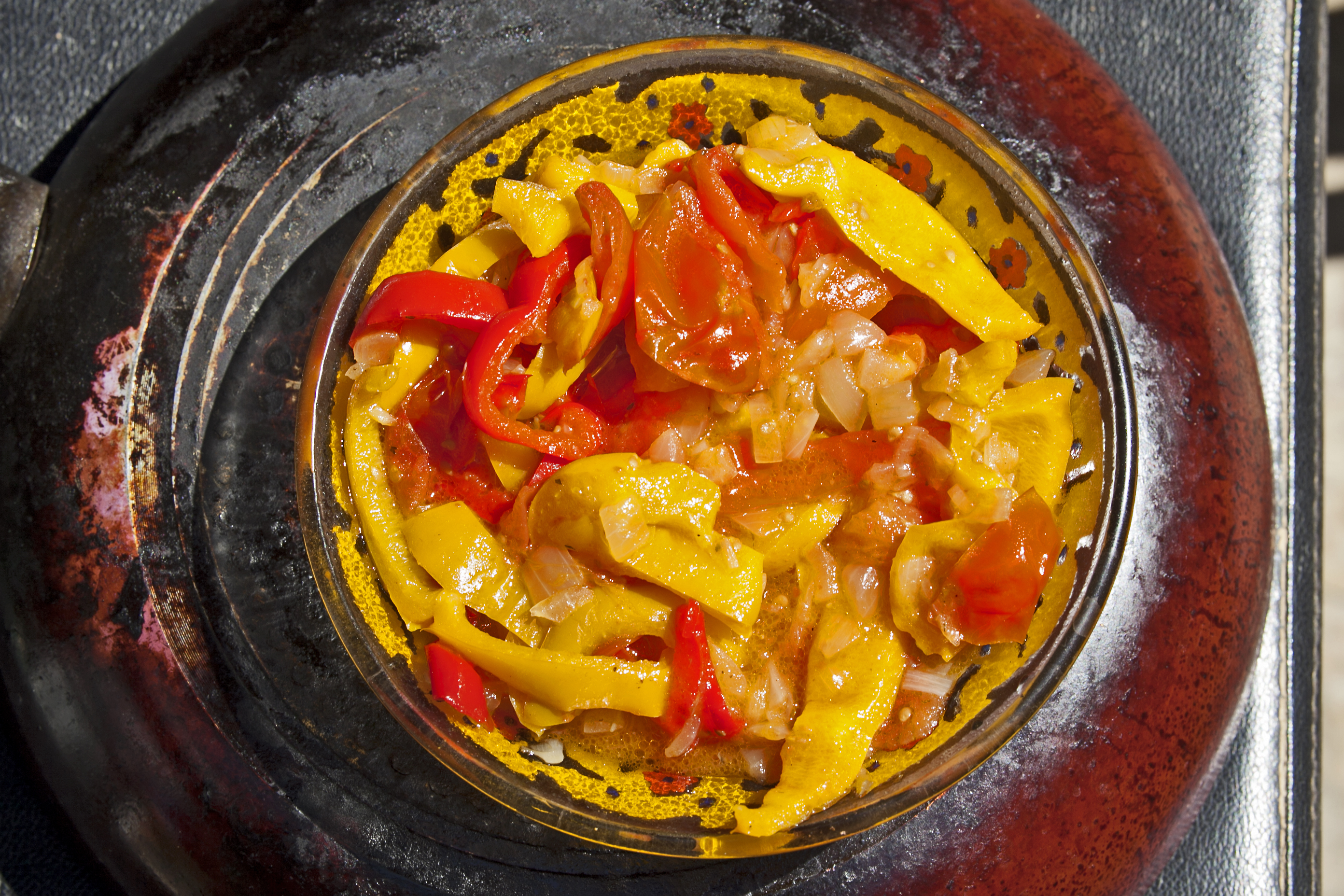
Лечо

Ле́чо (угор. lecsó) — класична страва угорської кухні, дуже поширена в країнах Європи.
Як і будь-яка популярна страва, не має точної рецептури, оскільки кожен в будь-якій країні готує його по-своєму. Незмінним і обов'язковим є наявність трьох видів овочів: болгарський перець, помідори і ріпчаста цибуля.
Досить часто лечо виступає в ролі гарніру, як, скажімо, в східних районах Німеччини — до смаженого на грилі м'яса, ковбасок або сосисок.
До складу лечо-страви додаються різні м'ясні продукти. В Угорщині досить часто використовується домашня копчена свиняча ковбаса або копчене м'ясо. Класичне угорське лечо готується як окрема страва, коли воно готове заливають розмішаними яйцями, їдять з великою кількістю білого хліба.
Лечо дуже схожий на французький рататуй.
В Україні з'явилися різні варіації лечо: з морквою, смаженою цибулею, меленим перцем.

## Склад
- 2 кг червоного перцю
- 1 кг зеленого перцю
- 1 кг помідорів
- 400 г цибулі
- 600 г моркви
- 1,5 склянки олії
- Для смаку сіль